# スレンドラ・ビクラム・シャハ
スレンドラ・ビクラム・シャハ（Surendra Bikram Shah、1829年10月20日 - 1881年5月17日）は、ネパール王国の第6代君主（在位：1847年 - 1881年）。第5代君主ラジェンドラ・ビクラム・シャハの息子。

## 生涯
1829年10月20日、ネパール王ラジェンドラ・ビクラム・シャハの息子として生まれた。
若いころは素行不良であり、さまざまな問題を起こした。そのため、1842年に重臣、市民、軍などが集結し、その統治権停止を父王ラジェンドラに求めた。困惑した父は第二正妃ラージャ・ラクシュミー・デビーに全権を委譲し、数年にわたる権力闘争が続いた。
1847年、スレンドラは父王がその王妃とともに宰相ジャンガ・バハドゥル・クンワル（ジャンガ・バハドゥル・ラナに改名）にインドに追放されたのち、即位した。スレンドラはすべての実権を奪われ、一生ラナの傀儡として過ごす。
スレンドラの息子トライローキャ・ビクラム・シャハはジャンガ・バハドゥル・ラナの二人の娘と結婚する。トライローキャは弟ナレンドラ王子や反ラナ勢力とともに王権を取り戻そうと計画したが、1878年に急死した。
1881年5月17日、スレンドラが崩御すると、孫でトライローキャの息子プリトビ・ビール・ビクラム・シャハが王位を継承した。